# Vítězslav Mokroš
Vítězslav Mokroš (1. listopadu 1914 Přívoz – 30. srpna 1968 Ostrava) byl český sportovní komentátor, redaktor a hlasatel. V letech 1958–1961 byl prvním ředitelem Televizního studia Ostrava, působil i v Československém rozhlase Ostrava. Také komentoval Letní olympijské hry 1952 v Helsinkách a Zimní olympijské hry 1952 v Oslu. Spolu s Čeňkem Dubou režíroval a účinkoval v dokumentárních filmech Olympiáda – Helsinky 1952 a VI. zimní olympijské hry v Oslo, které se kvůli povodním z roku 1997 nepodařilo dochovat.